# 2026 ve sportu
Toto je přehled sportovních událostí konaných v roce 2026.

## Basketbal
- Euroliga v basketbalu žen 2025/2026
- Federální pohár v basketbalu žen 2026
- Ženská basketbalová liga 2025/2026

## Biatlon
- Mistrovství světa v biatlonu 2026
- Světový pohár v biatlonu 2025/2026

## Cyklistika
- Mistrovství světa v silniční cyklistice 2026
- UCI World Tour 2026
- UCI ProSeries 2026

### Grand Tour
- Giro d'Italia 2026
- Tour de France 2026
- Vuelta a España 2026

## Florbal
- Pohár mistrů 2026
- Livesport Superliga 2025/2026
- ČEZ Extraliga 2025/2026

## Fotbal

### Soutěže reprezentací
- Mistrovství světa ve fotbale 2026

### Evropské poháry
- Liga mistrů UEFA 2025/2026
- Evropská liga UEFA 2025/2026
- Konferenční liga UEFA 2025/2026

### Národní ligy

#### Česko
- Chance Liga 2025/2026
- Chance Národní liga 2025/2026
- Česká fotbalová liga 2025/2026
- MOL Cup 2025/2026

## Lední hokej

### Svět
- Mistrovství světa v ledním hokeji 2026
- Mistrovství světa v ledním hokeji žen 2026
- Mistrovství světa juniorů v ledním hokeji 2026
- Mistrovství světa v para hokeji 2026

### Amerika
- National Hockey League 2025/2026

### Evropa
- Hokejová Liga mistrů 2025/2026

### Národní ligy

#### Česko
- Česká hokejová extraliga 2025/2026
- 1. česká hokejová liga 2025/2026
- 2. česká hokejová liga 2025/2026

## Tenis

### Grand Slam
- Australian Open 2026
- French Open 2026
- Wimbledon 2026
- US Open 2026

### Týmové soutěže
- Davis Cup 2026
- Billie Jean King Cup 2026
- United Cup 2026

### Profesionální okruhy
- ATP Tour 2026
- WTA Tour 2026
- WTA 125 2026